# TGW
TGW es una estación de radio del Gobierno de Guatemala que transmite en la frecuencia 107.3 FM y 640 AM. Cuenta con 22 repetidoras y cuatro emisoras afiliadas, como lo son TGSM en San Marcos, TGQ en Quetzaltenango, TGTU en Totonicapán y TGFP Radio Tikal desde Petén para la región norte, a través de su repetidora 107.5 FM.

## Orígenes de la radiodifusión en Guatemala
En su Historia de la radio en Guatemala, Antonio Almorza Alpírez refiere como «padre de la radiodifusión» a Julio Caballeros Paz, mediante experimentos con algunos motores logró una noche comunicarse telegráficamente con dos personas en Estados Unidos. Luego fabricaría un micrófono, con cápsulas telefónicas, y lo probaría con un breve programa en el que Francisco Bonilla Ruano recitaría poemas y Eduardo Barrios cantaría algunas canciones populares.
Pero es hasta el 15 de septiembre de 1930 en que el presidente general Lázaro Chacón inaugura oficialmente la radio con las siglas TGW y bautizándola como «Radio Nacional de Guatemala» -posteriormente llamada «La Voz de Guatemala»-, cuyas transmisiones, desde la sede de la Dirección General de Telégrafos, utilizaron al principio varias frecuencias en ondas larga y corta.

## Primeras transmisiones de la TGW y origen de las siglas

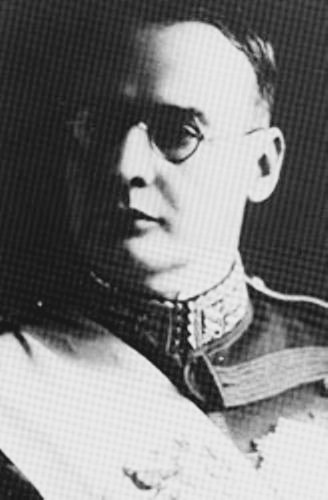
General Lázaro Chacón, presidente de Guatemala de 1926 a 1930. El 15 de septiembre de 1930 creó la TGW.

Mientras la primera transmisión de la TGW «Radio Nacional de Guatemala» puede ser considerada como débil en cuanto a potencia y sonido, en los primeros meses de 1931 el volumen alcanzó niveles adecuados y los pocos radioescuchas que tenían aparatos receptores de la RCA Víctor comenzaron a prenderse de las transmisiones del que fue el primer programa musical llamado Gran Concierto y el primer noticiero radial conocido como El Tiempo, que con transmisiones diarias de noticias a partir del 18 de diciembre de 1930, prácticamente inaugura el radioperiodismo en el país bajo la dirección de José Quiñónez.
Estas dos franjas pueden considerarse como las primeras transmisiones formales de la radio en Guatemala, aunque carecían de formatos como los que se conocen hoy día, pero que en los albores de la década de 1930 del siglo pasado representaron una novedad para una audiencia que para entonces era reducida, ya que muy pocas familias podían comprarse un radiorreceptor.
Acerca de las siglas TGW hay que mencionar que en la década de 1920 se constituyó la Unión Internacional de Telecomunicaciones (UIT), que es el ente encargado de asignar códigos únicos para cada estación de radio en el mundo. A Guatemala le corresponde el código TG, de la misma forma en que a Estados Unidos el código KG. Por lo tanto, a la primera estación de radio guatemalteca le correspondió el distintivo W. De ahí que deriva el nombre TGW, al que en principio se le agregó el apelativo Radio Nacional de Guatemala y luego La Voz de Guatemala.

## La programación de la TGW en sus inicios

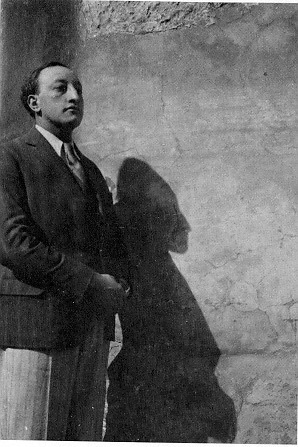
Miguel Ángel Asturias en el muro de los lamentos en Israel. Por esa época empezó a laborar en TGW.

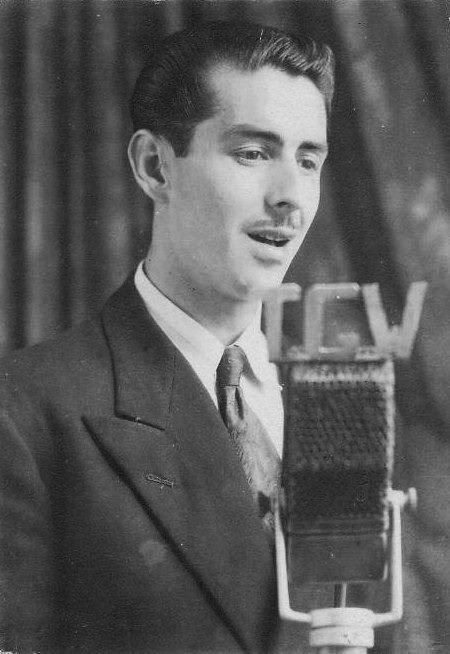
Gustavo Adolfo Palma en los estudios de TGW en 1936.

El año del nacimiento de la radio en Guatemala, 1930, Miguel Ángel Asturias -entonces un joven abogado y escritor- publicó Leyendas de Guatemala, una obra fundamental en la literatura guatemalteca y en 1937 funda el primer radio periódico del país, Diario del Aire, que se transmite en la TGW «La voz de Guatemala». Asturias le da prestigio a la emisora e introduce un peculiar estilo de narrar noticias intercambiándolas con frases poéticas y filosóficas, y con algunas cuñas comerciales que dan origen a la publicidad en radio.
Diario del Aire tenía dos emisiones: la matinal y la nocturna. En la primera se transmitían las noticias nacionales y en la segunda las internacionales. El 9 de julio de 1941, a iniciativa del escritor nicaragüense Juan Manuel Mendoza, quien fuera biógrafo de Enrique Gómez Carrillo, se instituyó el Comité pro-monumento a Enrique Gómez Carrillo, el cual estuvo presidido por la reconocida profesora guatemalteca Natalia Górriz de Morales. El comité tuvo entre sus colaboradores a Miguel Ángel Asturias y Federico Hernández de León, quienes pusieron a la orden del mismo, el Diario del Aire, y Nuestro Diario, respectivamente.
El radio diario se mantendría al aire hasta 1952.

## La promoción de los artistas
La incursión de Miguel Ángel Asturias en la TGW La Voz de Guatemala despierta grandes expectativas en los artistas nacionales, que ven en la radio una ventana para promocionarse y socializar sus propuestas artísticas. Es entonces en la década de 1930 en que surge la llamada Época de Oro de la canción guatemalteca y la historia de la radiodifusión marca un hito al incorporar las primeras obras de teatro que compiten con sus pares a nivel internacional.
Este auge cultural alcanzaría la cúspide en la década siguiente, 1940, cuando saltan a la fama artistas como Paco Pérez, autor de Luna de Xelajú; Lilly Andreu Spillari, Gustavo Adolfo Palma, Juan de Dios Quezada y María del Tránsito Barrios Morales. También es la época de figuras como Manolo Rosales, Mildred Chávez, Jorge Mario Paredes, Rodolfo Augusto Tejeda, Ernesto Ávalos Gutiérrez, Tito Quiñónez, Ernesto Rosales, Dora René Figueroa, Mirna Gudelia Paz, Carmen Yolanda, Lucinda Lara, Las hermanas González, Magedla y Tatiana García, Mirtala García Manzo, Carlos Morales Méndez y Julio Cáceres.

## Patrimonio Cultural de la Nación
La Radio Nacional TGW, La Voz de Guatemala fue declarada oficialmente Patrimonio Cultural de la Nación el 18 de mayo de 2012, cuando se publicó en el Diario de Centro América el Acuerdo Ministerial Número 459-2012, de fecha 2 de mayo de 2012. Dicho Acuerdo Ministerial fue el resultado de varios trámites que se realizaron en el Ministerio de Cultura y Deportes, iniciando estos el 17 de noviembre de 2011 con la solicitud del entonces director general de Radiodifusión y Televisión Nacional y director general de la Radio Nacional TGW, licenciado Carlos Morales Monzón, quien presentó la propuesta-solicitud ante el director general del Patrimonio Cultural, profesor Erick Ponciano. La solicitud fue presentada mediante el Oficio N.º DGRTN-036-2011CM/er dirigido al profesor Ponciano el 17 de noviembre de 2011.
De acuerdo con los procedimientos legales para declarar a una institución Patrimonio Cultural de la Nacional, el primer dictamen lo emitió el Departamento de Investigaciones Antropológicas, Arqueológicas e Históricas. Dicho dictamen se registró con el número DIAAeH-015-2011, con fecha 24 de noviembre de 2011. El segundo dictamen lo emitió la Dirección Técnica de Investigación y Registro con el número 15-2011/HR con fecha 8 de diciembre de 2011, a través del Registro de Bienes Culturales, mientras que el último lo emitió la Dirección Técnica del Instituto de Antropología e Historia, con el número 02-2012, el 11 de enero de 2012. Todas estas instituciones pertenecientes a la Dirección General del Patrimonio Cultural y Natural del Ministerio de Cultura y Deportes.
En todos sus dictámenes se declaró procedente la declaratoria de la Radio Nacional TGW, «la Voz de Guatemala», como Patrimonio Cultural de la Nación; así los trámites culminaron formalmente durante el gobierno del presidente Álvaro Colom, tres días antes del cambio de gobierno.